# Авильяно, Фабрицио Дориа
Фабрицио Дориа (итал. Fabrizio Doria; 1609, Генуя — 12 августа 1644, Кальяри), герцог Авильяно — вице-король и генерал-капитан Сардинии.
Третий сын Андреа II Дориа, 7-го князя Мельфи, и Джованны Колонна.
Генуэзский патриций. Синьор ди Авильяно с 1 июля 1612. Сеньория возведена в ранг герцогства 15 сентября 1613.
После смерти его старшего брата Джованни Андреа пост вице-короля перешел к Фабрицио, который был назначен 3 сентября 1640 и принес присягу в Кальяри 14 апреля 1641. Его назначение было почетной наградой за услуги, оказанные короне в течение шести лет в войнах в Италии и Нидерландах, а также за заслуги его предков и брата.
Фабрицио начал свое наместничество с заседания Совета в июле 1641, на котором двое торговцев, Бенедетто Наттер и Бернардо де Амико, представили проект решения проблемы подделки денег, а также стоимость чеканки новых монет. Речь шла о перечеканке реалов, ввезенных на остров иностранцами, которые покупали зерно за скуди и сольдо, в новую валюту. Благодаря этой мере прерванная торговля могла быть возобновлена в интересах королевской казны. Совет рассмотрел предложение в свете нехватки денег и принял его благодаря поддержке муниципалитетов Кальяри и Сассари.
10 января 1642 вице-король открыл заседания парламента, работавшего до 1643 года. На нем было объявлено о необходимости собрать тридцать тысяч эскудо для закупки оружия и боеприпасов, для чего было решено приостановить выплату жалования и пенсионов. Когда было собрано около трех тысяч эскудо, начались работы по укреплению Кальяри и других крепостей королевства.
В декабре 1643 у берегов острова была замечена французская тартана, и вице-король опубликовал прокламацию, бесплатно предоставлявшую любому, кто хотел бы его перехватить, такую возможность. Через некоторое время капитан Константино Аронес догнал француза.
22 января 1644 Филипп IV приказал вице-королю и Королевской аудиенции сообщить о злоупотреблениях римской курии при назначении церковных пенсий иностранцам, поскольку на предыдущих парламентах был принят запрет для иностранцев получать на Сардинии аббатства, саны, льготы и должности, как церковные, так и светские.
Затем с апреля по июнь, наместник совершил поездку, чтобы проверить положение на острове, но 12 августа 1644 умер в Кальяри.